# Otacilia Severa
Otacilia Severa was de vrouw van keizer Philippus de Arabier (Philippus I).
Over haar is erg weinig informatie bekend. De geschiedschrijving heeft in de 3e eeuw een grote lacune. Ongeveer het enige dat er over haar bekend is, is dat ze in 237 een zoon op de wereld zette die de latere keizer Philippus II zou worden. Ze werd in 244 door haar echtgenoot tot Augusta uitgeroepen.